# Kretschmer
Kretschmer oder Kretzschmer ist ein deutscher Familienname. Er leitet sich von einem westslawischen Wort für „Schankwirt“ ab (sorbisch korčmar, tschechisch krčmář, polnisch karczmarz) und ist im Deutschen seit dem 14. Jahrhundert belegt.
Der Kretschmer war in der schlesischen Geschichte ein Gasthausbrauer, der die von ihm gebrauten Biere in eigener Schänke zum Ausschank brachte. Als Brauherr hatte er oft auch die Funktion des Gemeindevorstehers inne.
Der Name ist allgemein häufig, hat aber hohe Konzentrationen vor allem in der sächsischen Oberlausitz, dem Ursprungsgebiet.

## Namensträger
- Albert Kretschmer (1825–1891), deutscher Maler
- Alfred Kretschmer (1894–1967), deutscher Generalleutnant und Militärattaché
- Andreas Kretzschmer (1775–1839), deutscher Komponist und Volksliedforscher
- Anna Kretschmer (* 1955), deutsche Slawistin
- Annelise Kretschmer (1903–1987), deutsche Fotografin
- Beatriz Kretschmer (* 1928), chilenische Sprinterin und Weitspringerin
- Bernhard Kretschmer (* 1965), deutscher Rechtswissenschaftler
- Bernd Kretschmer (* 1941), deutscher Physiker
- Birte Kretschmer (* 1970), deutsche Schauspielerin und Hörspielsprecherin
- Carola Kretschmer (geb. Thomas Kretschmer; 1948–2023), deutsche Rockgitarristin
- Christiane Kretschmer, deutsche Diplomingenieurin und Richterin am Thüringer Verfassungsgerichtshof
- Cleo Kretschmer (eigentlich Ingeborg Maria Kretschmer; * 1951), deutsche Schauspielerin, Drehbuch- und Romanautorin
- Edmund Kretschmer (1830–1908), deutscher Komponist und Organist
- Emma Kretschmer (1895–1960), deutsche Pädagogin und Kindergärtnerin
- Ernst Kretschmer (1888–1964), deutscher Psychiater
- Finn Kretschmer (* 1994), deutscher Handballspieler
- Franz Kretschmer (Geologe) (1848–1921), österreichischer Geologe
- Franz Kretschmer (Komponist) (1863–1939), deutscher Chorleiter und Komponist
- Gero Kretschmer (* 1985), deutscher Tennisspieler
- Guido Maria Kretschmer (* 1965), deutscher Modedesigner
- Gunild Lattmann-Kretschmer (1936–2024), deutsche Intendantin und Politikerin (SED/PDS)
- Günther Kretschmer (* 1928), deutscher Jazz- und Unterhaltungsmusiker
- Hans Kretschmer (Verleger) (1887–1976), deutscher Verleger
- Hans-Jürgen Kretschmer (* 1955), deutscher Jurist, ehemaliger Richter am Bundessozialgericht
- Hermann Kretzschmer (1811–1890), deutscher Maler
- Holger Kretschmer (* 1966), deutscher Handballspieler und -trainer
- Horst-Peter Kretschmer (1955–2015), deutscher Eishockeyspieler
- Hubert Kretschmer (1950), deutscher Künstler, Verleger und Kunstpädagoge
- Ingrid Kretschmer (1939–2011), österreichische Kartographin
- Jochen Kretschmer (1938–2021), deutscher Schauspieler
- Jürgen Kretschmer (Sportdidaktiker) (* 1943), deutscher Sportdidaktiker und Hochschullehrer
- Jürgen Kretschmer (Kanute) (* 1947), deutscher Kanute
- Karl-Heinz Kretschmer (* 1948), deutscher Ingenieur und Politiker (CDU)
- Kilian Kretschmer (* 2001), österreichischer Fußballspieler
- Konrad Kretschmer (1864–1945), deutscher Geograph
- Lara Kretschmer (* 2001), deutsche Volleyballspielerin
- Maxime Kretschmer (* 1994), niederländische Handballspielerin
- Michael Kretschmer (* 1975), deutscher Politiker (CDU), Ministerpräsident von Sachsen
- Nils Kretschmer (Schauspieler) (* 1992), deutscher Schauspieler
- Nils Kretschmer (Handballspieler) (* 1993), deutscher Handballspieler
- Otto Kretschmer (Ingenieur) (1849–1916), deutscher Ingenieur und Hochschullehrer
- Otto Kretschmer (Marineoffizier) (1912–1998), deutscher U-Boot-Kommandant, zuletzt Flottillenadmiral der Bundesmarine
- Otto Kretschmer (Politiker) (1940–2004), deutscher Politiker (SPD)
- Paul Kretschmer (Linguist) (1866–1956), deutscher Linguist
- Paul Kretschmer (Politiker) (1910–1999), deutscher Politiker (SPD)
- Peter Kretschmer (Lebensmitteltechnologe) (1938–2017), deutscher Lebensmitteltechnologe und Erfinder
- Peter Kretschmer (Badminton), deutscher Badmintonspieler
- Peter Kretschmer (Kanute) (* 1992), deutscher Kanute
- Robert Kretschmer (1818–1872), deutscher Maler und Zeichner
- Robert Kretschmer (Chemiker), Chemiker und Hochschullehrer
- Roman Kretschmer, deutscher Hörspiel- und Synchronsprecher
- Ronny Kretschmer (* 1975), deutscher Politiker (PDS, Die Linke)
- Stephan Kretschmer (* 1949), deutscher Militärattaché und Offizier der Bundeswehr
- Sven Kretschmer (* 1970), deutscher Fußballspieler
- Theodor Kretschmer (1901–1986), deutscher Offizier und Generalmajor im Zweiten Weltkrieg
- Thomas Kretschmer (1948–2023), deutsche Gitarristin, siehe Carola Kretschmer
- Thomas Kretschmer (Politiker) (1954–2023), deutscher Politiker (CDU)
- Thomas Kretschmer (Bürgerrechtler) (* 1955), deutscher Bürgerrechtler und politischer Häftling in der DDR
- Tim Kretschmer († 2009), deutscher Amokläufer, siehe Amoklauf von Winnenden und Wendlingen
- Wilhelm Kretschmer (1806–1897), deutscher Zeichner, Maler und Lithograph